# Leon Botha

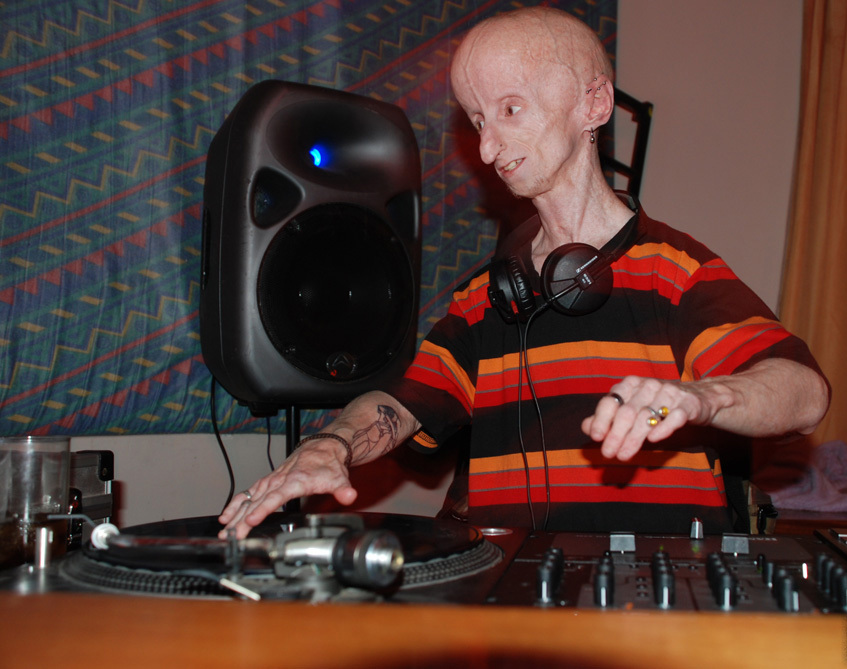
Leon Botha

Leon Botha (* 4. Juni 1985 in Kapstadt; † 5. Juni 2011 ebenda) war ein südafrikanischer Maler und DJ, der an Progerie litt.

## Leben
Botha wurde in Südafrika geboren. Im Alter von etwa vier Jahren wurde bei ihm Progerie diagnostiziert. In der High School bekam er keine Ausbildung im Bereich der Malerei, aber nach seinem Schulabschluss wurde er Vollzeit-Maler und bekam einige Arbeiten in Auftrag.
Im Jahre 2005 unterzog er sich erfolgreich einer Koronararterien-Bypass-Operation, um einen Herzinfarkt zu verhindern.
Im Januar 2007 eröffnete Botha seine erste eigene Kunstausstellung mit dem Titel „Liquid Sword; I am HipHop“, die sich um Hip-Hop-Kultur als Weg des Lebens dreht. Die Ausstellung fand in der Rust-en-Vrede-Galerie in Durbanville statt und wurde von Mr Fat, Mitglied der südafrikanischen HipHop-Gruppe Brasse Vannie Kaap, eröffnet. Seine zweite Einzelausstellung eröffnete im März 2009 und bot Lebensabschnitte des Künstlers dar. Botha wurde gefragt, ob der Titel Liquid Swords; Slices of Lemon auf das Sprichwort Wenn das Leben dir Zitronen gibt, mach Limonade daraus. („If life gives you lemons, make lemonade.“) anspielt. Botha sagte Nein und fügte hinzu „Lemons? I slice 'em and serve 'em back!“
Im Januar 2010 war er Gastgeber der ersten Ausstellung von „Who Am I? ...Transgressions“, einer Foto-Kollaboration mit Gordon Clark in der Joao Ferreira Gallery in Kapstadt. Botha sagte zu der Ausstellung „I am a spiritual being, the same as you, primarily. Then I'm a human being and this part of the human being is the body, which has a condition.“
Unter dem Namen DJ Solarize war er außerdem als HipHop-DJ tätig und trat im Vorprogramm der Band Die Antwoord auf und hatte einen Auftritt in deren Musikvideo zu „Enter the Ninja“. Die Antwoord hat seit dem Tod von Botha vor Live-Konzerten ein Video mit einem ins Publikum blickenden Konterfei von Botha im Line-Up.
Botha starb einen Tag nach seinem 26. Geburtstag. Er gehörte somit zu den ältesten Progerie-Leidenden überhaupt.